# باي بوكانان
باي بوكانان (بالإنجليزية: Bay Buchanan)‏ هي معلقة سياسية ‏ أمريكية، ولدت في 23 ديسمبر 1948 في واشنطن العاصمة في الولايات المتحدة.

## وصلات خارجية
- باي بوكانان على موقع إن إن دي بي (الإنجليزية)